# 渡部若菜
渡部 若菜（わたなべ わかな、1983年5月26日 - ）は、東京都出身の元舞台女優。身長156cm、血液型はO型。

## 略歴・人物
元はパフォーマンスグループ「PRECOCI」、及びサブユニット「松chiku梅」の一員であったが、2000年3月30日、同グループを脱退（PRECOCI自体も翌年に解散）。脱退後も舞台女優として活動していたが、後に芸能界を引退。
1997年の舞台『アニー』で共演した深野琴美、玉手みずきの交換日記的ブログに2006年から参加。深野・玉手の2人はユニット「ことみずき」を名乗っているが、渡部が加わって3人となった際は「わかことみずき」を名乗る。
特技はタップダンス、舌を三つ折りにすること。
芸能界を引退後は社会人をしていたが、2010年に結婚（娘が1人いる）。結婚式には、PRECOCIの元メンバー（柿沼亜里沙・石川友里恵・山崎未来・増岡未央・斉藤望・滝口悠）も参列した。

## 出演

### 舞台
- アニー（1997年）ポリー役
- フレディ - いのちの旅 -（2001年）